# Gut Oheimb

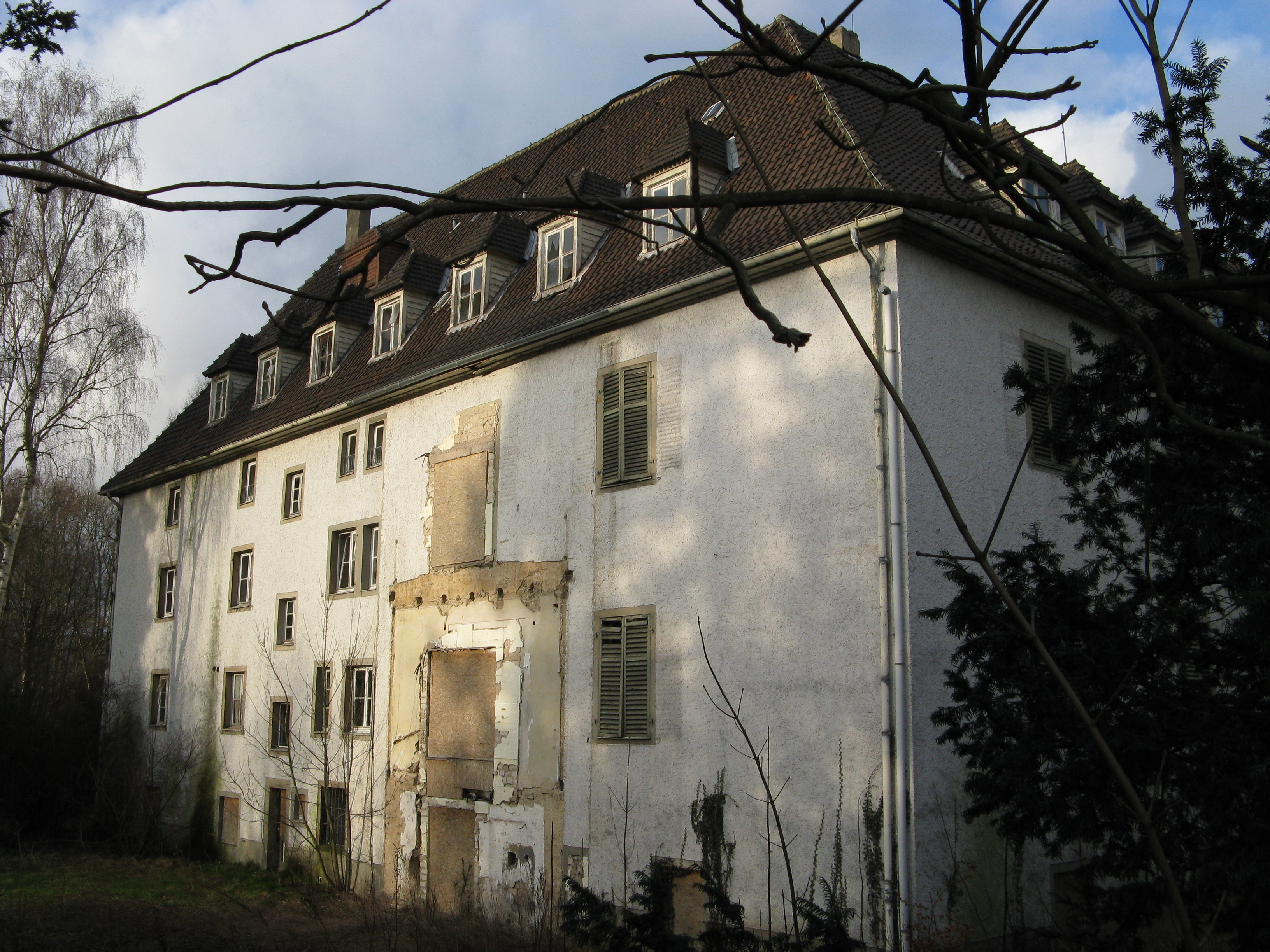
Herrenhaus Gut Oheimb

Gut Oheimb ist ein ehemaliges Herrenhaus in der Ortschaft Holzhausen der Stadt Porta Westfalica im Kreis Minden-Lübbecke. Das Gut Oheimb trug zuvor die Namen „Grauer Hof“, „Gronen Hof“ und „Gut Holzhausen“. Es liegt südlich des Wesergebirges und östlich der Weser.

## Geschichte

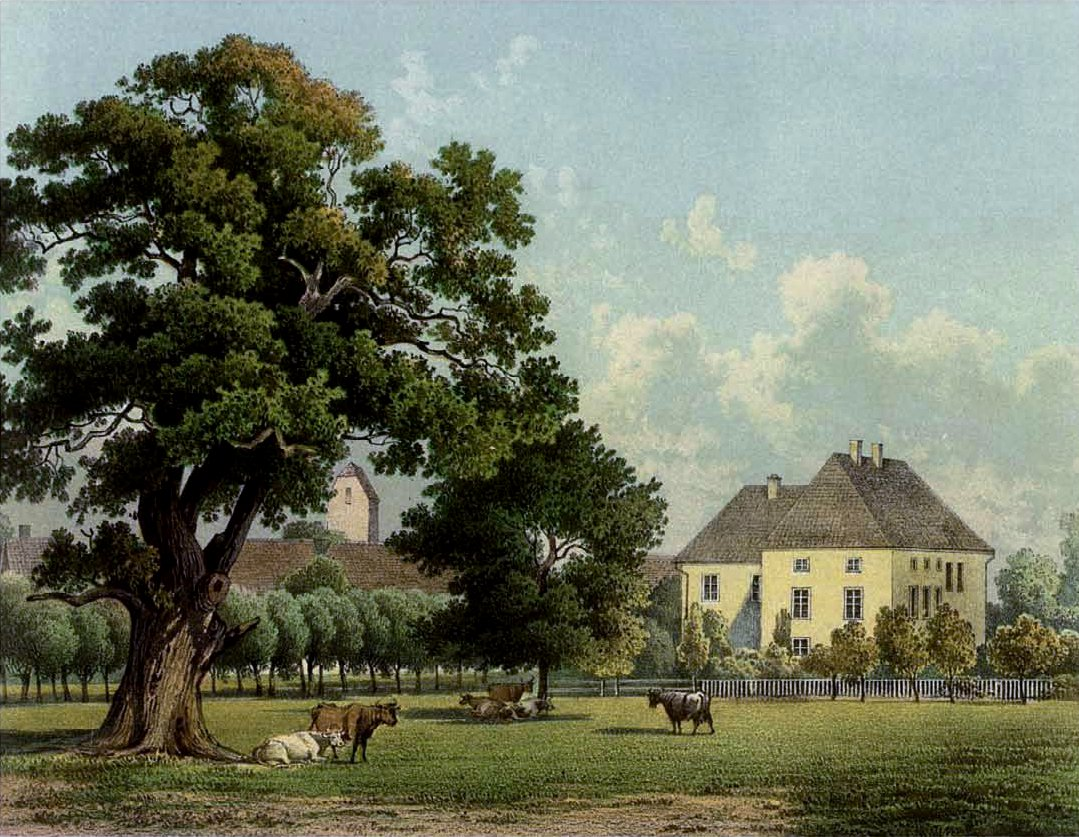
Gut Holzhausen um 1860, Sammlung Alexander Duncker

Erstmals urkundlich erwähnt wurde das Gut, als im Jahre 1099 die Edelfrau Reinmildes das bischöfliche Gut zu lebenslanger Nutzung erhielt. 1170 kaufte der Mindener Bischof Werner den Hof von Reinmildes Tochter Reinmuldis, die damals Äbtissin zu Wunstorf war, zurück. Nächster bekannter Besitzer war von 1339 bis 1344 der Knappe Ludolf von Slon, der in einer Urkunde vom 24. Juni 1319 zusammen mit Dethard von Slon auf die Vogtei über die Margaretenkapelle auf dem Wittekindsberg verzichtete.
Erst aus dem Jahre 1620 ist der nächste Besitzer, Johann von Grone, bekannt. Nach dem Tode des letzten männlichen Besitzers der Familie von Grone im Jahre 1772 ging das Eigentum auf die Tochter Charlotte Lucie über. Sie war mit dem Obersten Georg Wilhelm von Oheimb verheiratet. Das Gut blieb bis Mitte des 20. Jahrhunderts im Besitz der Familie von Oheimb. Die Größe des Gutes betrug 800 Morgen, davon 350 Morgen Wald.
Alexander Wilhelm Heinrich von Oheimb wurde 1868 Besitzer des Gutes, verheiratet mit Klara Naber (1825–1899). Als Landrat des Kreises Minden trat von Oheimb besonders für den Straßenbau und das Schulwesen ein. Die Initiative für den Bau des Kaiser-Wilhelm-Denkmals ging von von Oheimb aus, der auch am 18. Oktober 1896 im Beisein des Kaiserpaares die Eröffnungsrede hielt. Das Gut wurde an den Sohn Bodo von Oheimb (1852–1907) vererbt und ging dann im Erbgang an die nächste Generation weiter, an Hans Joachim Oheimb (1880–1960). In den letzten Jahren des Zweiten Weltkriegs war das Anwesen als Lazarett und nach dem Krieg zunächst als Privatklinik genutzt. 
Das Deutsche Rote Kreuz kaufte die Gebäude 1952, um dort bis in die 1980er Jahre erst ein Mütterkurheim, später ein Mütter-Kind-Kurheim zu betreiben. Anschließend wurde es als Seniorenheim und danach als Asylbewerberheim genutzt.

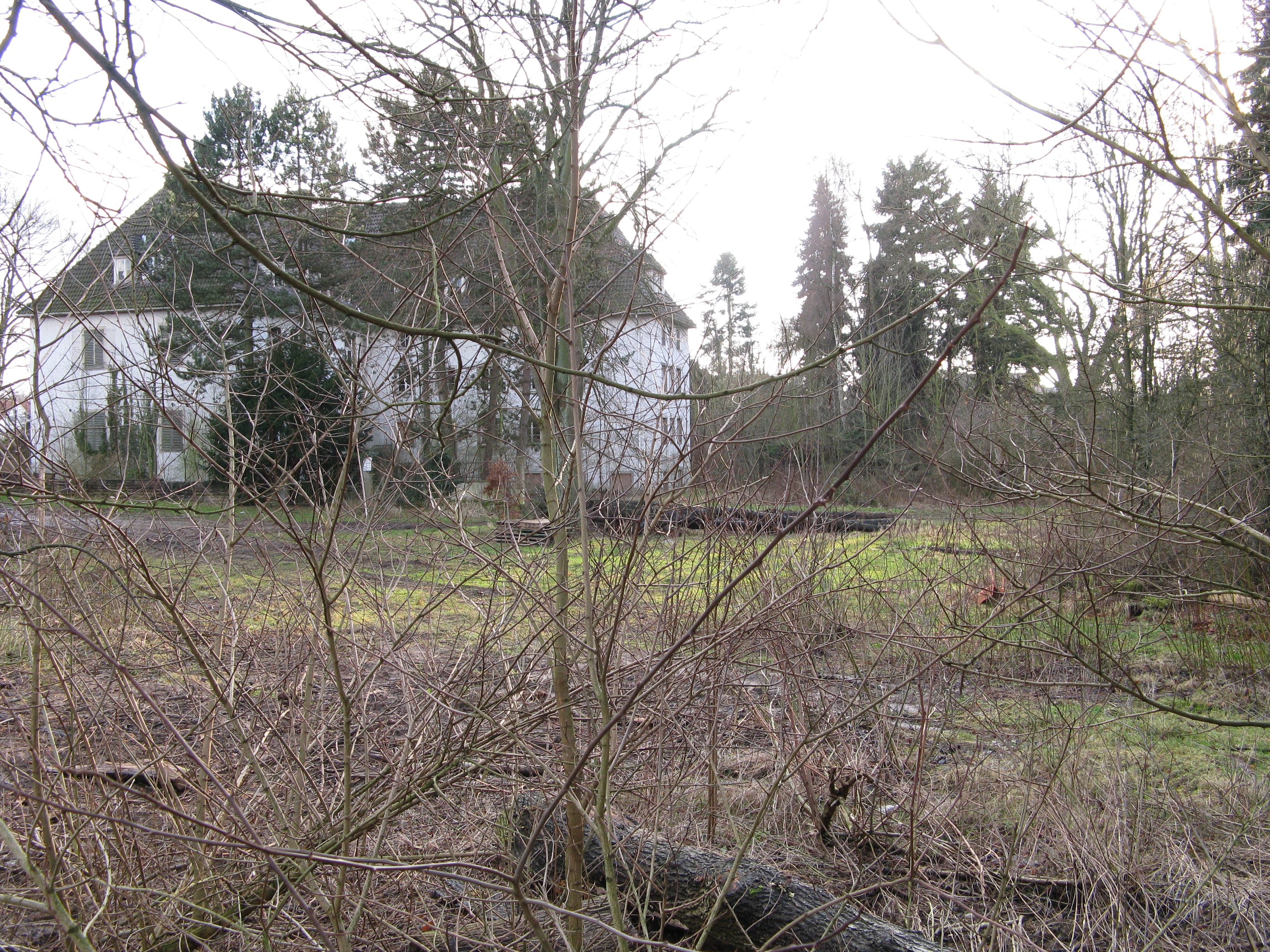
Park des Gutes

## Gebäude und Park
1690 wurde auf dem Gelände ein Herrenhaus errichtet. Nach der Übernahme durch das Deutsche Rote Kreuz wurde der Park instand gesetzt und um Spiel- und Liegewiesen sowie einen Teich erweitert.
Einige schöne Altbäume sind erhalten, ansonsten ist die Anlage stark verwildert.
Das Erbbegräbnis der Familie v. Schellersheim (Rittergut Eisbergen) liegt am Westrand des Parkes.

## Heutige Nutzung
Das Gut ist Privateigentum der „Habitat Seniorenwohnheime“ in Bad Sassendorf (Kreis Soest) und nicht öffentlich zugänglich.
Die Ortsgemeinschaft hat die Pflege des Parks übernommen. Ob das Herrenhaus abgerissen wird, steht zurzeit nicht fest.